# Szymon Konarski (powstaniec)

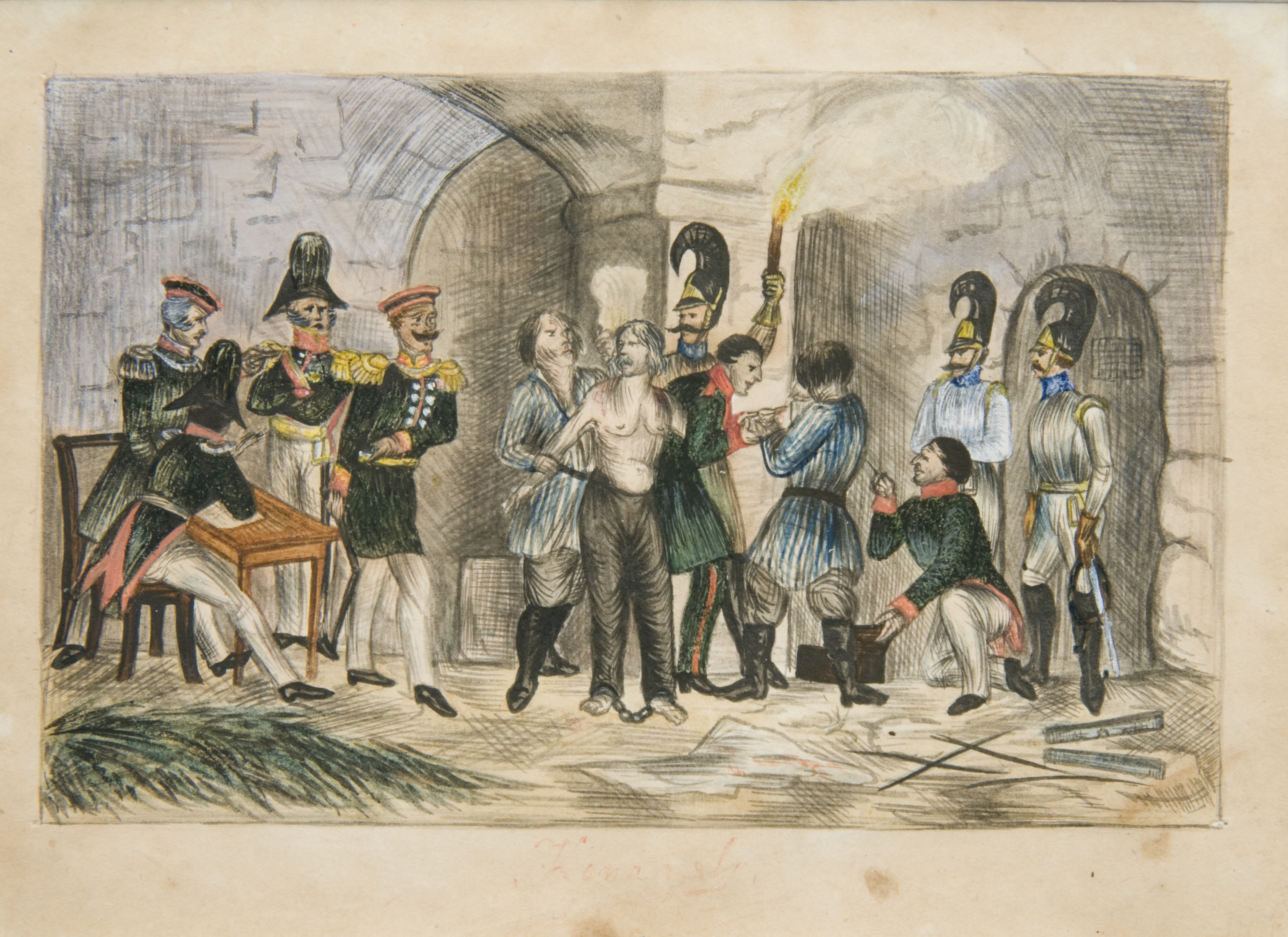
Konarski torturowany w celi więziennej, młodzieńczy obraz Jana Matejki z 1850 roku

Szymon Konarski herbu Gryf, ps. „Janusz Hejbowicz”, „Janusz Niemrawa” (ur. 5 marca 1808 w majątku Dobkiszki k. Olity, zm. 27 lutego 1839 w Wilnie) – polski działacz niepodległościowy, powstaniec listopadowy, członek Młodej Polski i Stowarzyszenia Ludu Polskiego.

## Młodość
Pochodził z rodziny szlacheckiej wyznania ewangelicko-reformowanego, został ochrzczony w zborze ewangelicko-reformowanym w Serejech. Ojciec, Jerzy Stefan, był porucznikiem w brygadzie kawalerii narodowej, brał udział w wojnie polsko-rosyjskiej 1792 roku, jak również insurekcji kościuszkowskiej, jako pułkownik osiadł w powiecie kalwaryjskim, gdzie został sędzią. Z kolei dziad po mieczu, Jakub, był generałem buławy Wielkiego Księstwa Litewskiego. Matka Paulina z Wiszniewskich – córką członka Rady Najwyższej Rządowej Litewskiej. Konarski miał młodszego brata Stanisława. Rozpoczął naukę w wieku lat dziewięciu w szkole podwydziałowej w Sejnach, a następnie w szkole wojewódzkiej w Łomży. Konarski wyznawał kalwinizm.
22 marca 1826 roku wstąpił do 1 pułku strzelców pieszych jako szeregowiec, a już 10 października 1827 roku otrzymał awans na podoficera. W czasie powstania listopadowego awansował na podporucznika, brał udział m.in. w bitwach pod Okuniewem, Wawrem, Grochowem i Liwem. Wyprawił się pod dowództwem gen. Dezyderego Chłapowskiego na Litwę i stamtąd dostał się do pruskiej niewoli, w której spędził trzy miesiące.

## Na emigracji
W marcu 1832 roku przybył do Besançon, gdzie zajął się studiowaniem dzieł francuskiej myśli polityczno-społecznej i nauką zegarmistrzostwa.
W 1832 roku Konarski wstąpił do loży masońskiej i wkrótce rozpoczął działalność polityczną. Organizacje republikańskie chciały w tym roku obalić władzę Ludwika Filipa i przenieść rewolucję na Niemcy, Włochy i Polskę. Wyprawa do Polski Józefa Zaliwskiego miała być częścią tej akcji. Sam Konarski, będąc ochotnikiem, został mianowany okręgowym na obwód mariampolski i kalwaryjski. W początkach 1833 roku dotarł na miejsce, spotkał się tam z matką i bratem. Wobec obojętności ludności polskiej został zmuszony do przekroczenia granicy pruskiej. Ponownie został zatrzymany przez Prusaków i aresztowany, w końcu wypuszczono go do Belgii. Przez pewien czas mieszkał w Brukseli, utrzymywał się z gry na flecie i zegarmistrzostwa. Pod koniec 1833 roku Rada Gospodarcza Polaków w Szwajcarii ściągnęła go do Bienne. W 1833 roku emigranci polscy podpisali układ z Młodymi Włochami, w myśl którego Polacy utworzyli oddział do walki przeciwko Karolowi Albertowi królowi sardyńskiemu. W jego skład wszedł również Konarski. Wyprawa pod dowództwem gen. Girolamo Ramorina zakończyła się kompletną klęską wskutek błędów w dowodzeniu Ramorina.
Po katastrofie sabaudzkiej Konarski wstąpił do Młodej Polski, która była częścią Młodej Europy. W tym czasie wystąpił przeciwko dyplomatycznej grze Adama Czartoryskiego i w Nowej Polsce nazwał księcia nieprzyjacielem emigracji polskiej. W trakcie kilkakrotnych wyjazdów do Paryża spotkał Jana Czyńskiego, który zaczął wpływać na poglądy polityczne Konarskiego. Poprzez Czyńskiego na postawę Konarskiego wpłynęły również poglądy Pawła Pestla. W 1835 roku zaczął z Czyńskim wydawać dwutygodnik „Północ”, a także nawiązał współpracę ze Związkiem Dzieci Ludu Polskiego. Z polecenia Związku miał udać się do Polski, jednak został aresztowany przez policję i otrzymał nakaz opuszczenia Francji. Podobny nakaz otrzymali równie radykalni Leon Zaleski i Adam Sperczyński. Zostało to potraktowane jako intryga Czartoryskiego i wywołało kolejne ataki na obóz arystokratyczny. Konarski wyjechał do Wielkiej Brytanii, a następnie do Brukseli, gdzie odbył rozmowy m.in. z Joachimem Lelewelem. W wyniku tych rozmów ustalono cele oraz plan działania Konarskiego w kraju.

## Powrót do kraju
W lipcu 1835 roku z fałszywym paszportem i przybranym nazwiskiem Burhardt Sievers dotarł do Wolnego Miasta Krakowa. W Krakowie, razem z braćmi Leonem i Adolfem Zaleskimi, z którymi przybył do miasta, wstąpił do Stowarzyszenia Ludu Polskiego. Stowarzyszenie, które ideowo nawiązywało do Młodej Polski, dzieliło się na tzw. zbory ziemskie (Królestwo Kongresowe, Galicja, Wielkie Księstwo Poznańskie i ziemie zaboru rosyjskiego: Litwa, Wołyń, Podole i Ukraina), które z kolei podlegały Zborowi Głównemu. Konarski wraz z Napoleonem Nowickim mieli zorganizować prowincje zaboru rosyjskiego. Na przełomie lipca i sierpnia pod nazwiskiem Janusz Hejbowicz przekroczył granicę rosyjską. Początkowo zamieszkał w Ołyce na Wołyniu i rozpoczął agitację rewolucyjno-demokratyczną. W okresie tym na ziemiach zabranych działały różne organizacje konspiracyjne, którym brakowało centralizacji. Konarski starał się połączyć je w Związek Ludu Polskiego. W tym celu podróżował po ziemiach wschodnich dawnej Rzeczypospolitej. 3 czerwca 1837 roku w Berdyczowie nastąpiło utworzenie jednolitej organizacji ZLP z Konarskim jako przewodniczącym. W trakcie dalszej działalności nawiązał współpracę m.in. ze Związkiem Studentów Akademii Medyko-Chirurgicznej w Wilnie, Andrzejem Towiańskim i Polakami mieszkającymi w Petersburgu. Starał się także podjąć współpracę z Rosjanami. Jednocześnie utrzymywał korespondencję z Joachimem Lelewelem.

## Proces i stracenie
Za sprawą Ludwika Filipa Rosjanie dowiedzieli się o działalności radykalnych polskich stronnictw emigracyjnych i Konarskiego, którego car rozkazał aresztować. 27 maja 1838 roku w Krzyżówce opodal Wilna Konarski wraz z Ignacym Rodziewiczem zostali pojmani. Osadzono ich w więzieniu urządzonym w części dawnego wileńskiego klasztoru bazylianów. Śledztwo prowadził sadystyczny książę Aleksy Trubeckoj, wicegubernator wileński, wkrótce Rodzewicz załamał się i zaczął zeznawać. Po aresztowaniu Antoniego Orzeszki zatrzymania objęły cały zabór rosyjski. Jednocześnie mimo wymyślnych tortur Konarski przyjął całą winę na siebie i starał się przedstawiać swoich towarzyszy jako osoby manipulowane przez niego. W sprawozdaniu dla generała-gubernatora wileńskiego Jurija Dołgorukowa jeden z kniaziów torturujących Konarskiego pisał tak: Ten zatwardziały zbrodniach nic nie wyznał, nikogo nie wydał z uporem niewybaczalnym… W więzieniu Konarski nawiązał współpracę ze strażą, a porucznik Mikołaj Kuźmin-Korowajew próbował zorganizować ucieczkę, sam jednak został aresztowany i skazany na śmierć przez ćwiartowanie (karę zamieniono na dożywotnie zesłanie).
Wyrokiem sądu Konarskiego skazano na rozstrzelanie. 27 lutego 1839 roku, w Wilnie w godzinach rannych wykonano wyrok. Jego grób został stratowany końmi, by nigdy go nie odnaleziono. We wrześniu 1839 roku zwłoki Konarskiego potajemnie zostały przeniesione i pochowane przez Antoninę Śniadecką przy asyście kilku oficerów na cmentarzu kalwińskim w Wilnie.
W 1924 roku w miejscu stracenia Konarskiego w Wilnie, w 85. rocznicę jego śmierci, wzniesiono upamiętniający go pomnik. 23 listopada 2022 roku odsłonięto go po rekonstrukcji i restauracji.

## Poglądy polityczne
Swoje poglądy polityczne Konarski zawarł w artykule Stan przejścia i ostateczne urządzenie społeczności. Uznawał równość społeczną i majątkową ludzi, dążył do wolności politycznej i narodowej. Żądał wolności dla chłopów i przedstawicieli innych narodowości. Występował przeciwko hierarchii kościelnej, którą oskarżał o przeinaczanie nauki Chrystusa, głosił potrzebę wprowadzenia kościoła narodowego. Niepodległość i przemianę społeczną w pierwszej fazie działania chciał uzyskać dzięki spiskowcom o postawie radykalno-niepodległościowej przy bratnim poparciu samego narodu rosyjskiego drogą rewolucji. W drugiej kolejności powstanie miało zostać zasilone ogromnymi rezerwami mas chłopskich i mieszczaństwa. Przyszłą Polskę widział demokratyczną.

## Dzieła
- Dziennik z lat 1831–1834
- O obowiązkach Polaka. Program działań narodowych skreślony w roku 1838
- Stowarzyszenie Ludu Polskiego na Podolu, Wołyniu i w guberni kijowskiej